# 巴勒摩天文台
巴勒摩天文台（Giuseppe S. Vaiana Astronomical Observatory）是一座義大利天文台，位於西西里島巴勒莫的諾曼王宮內。
巴勒摩天文台是義大利國家天文物理研究所的研究設施之一，進行天文學和天體物理學領域的研究項目，包括日冕和恆星冕、恆星演化（包括恆星的誕生）以及超新星遺跡的研究。